# HIV/AIDS 부인주의

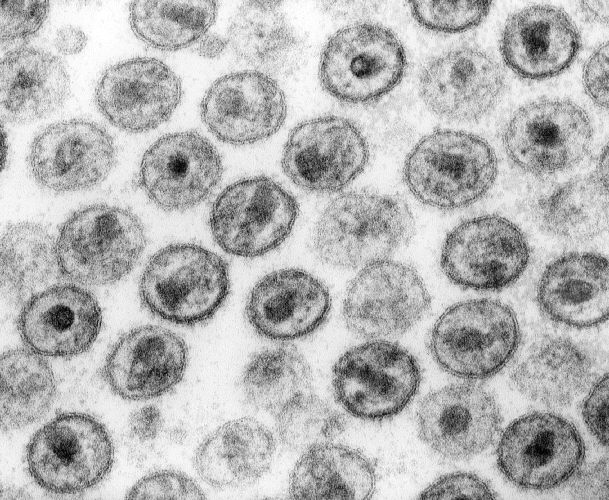
인간면역결핍 바이러스의 전자 현미경으로 본 모습. HIV/AIDS 부인주의자들은 HIV와 에이즈 존재 자체를 부정하거나 HIV가 에이즈와 관련이 없다 주장한다.

HIV/AIDS 부인주의는 인간면역결핍 바이러스가 후천면역결핍증후군을 일으키는 것, 또는 HIV와 에이즈 존재 자체를 부정하는 것을 말한다. 부인주의자들 중 일부는 HIV가 없다고 주장하는 반면, 어떤 부인주의자들은 HIV 존재를 인정하지만 인체에 무해하다고 주장하기도 한다.
HIV/AIDS 부인주의는 주로 시대에 뒤떨어진 과학자료의 잘못된 표현에 중심을 둔 유사과학으로 여겨진다. 과학계는 이런 부인주의를 거부하지만, 부인주의자들은 과학에 덜 민감한 사람들을 대상으로 하고 있으며 인터넷으로 전파된다. 이 부인주의는 과학적으로 인정되지 않았음에도 남아프리카 공화국의 타보 음베키의 정치에 큰 영향을 미쳤다. 많은 연구자들은 이러한 부인주의를 받아들인 것 때문에 남아프리카 공화국에서 에이즈 감염자 171,000명, 유아 HIV 감염자 35,000명과 함께 33만에서 34만 명의 에이즈 관련 사망자를 낸 것으로 여긴다.

## 같이 보기
- 반지성주의
- 에이즈 음모론
- 글로벌 이슈
- 전통주의
- 백신 기피